# 蒙特皮利爾 (愛達荷州)
蒙特皮利爾（英語：Montpelier）是一個位於美國愛達荷州貝爾萊克縣的城市。

## 地理
蒙特皮利爾的座標為42°19′13″N 111°18′13″W / 42.32028°N 111.30361°W，而該地的平均海拔高度為1823米（即5981英尺）。

## 人口
根據2010年美國人口普查的數據，蒙特皮利爾的面積為6.00平方千米，均為陸地。當地共有人口2597人，而人口密度為每平方千米432.83人。